# Giovanni Morelli
Giovanni Morelli, född den 25 februari 1816 i Verona, död den 28 februari 1891 i Milano, var en italiensk konsthistoriker, som skrev under pseudonymen Ivan Lermoliev.
Morelli studerade utomlands och bosatte sig 1874 i Milano. År 1890 började han publicera studier över italienska renässansmålare, där han delvis med framgång påvisade att många mästare kunde kännas igen genom vissa betydelsefulla detaljer, som deras sätt att måla öron, naglar med mera. Efter att ha behandlat tavlorna i Galleria Borghese och Galleria Doria Pamphilj i Rom 1890, utsträckte han sina Konstkritische Studien über italienische Malerei till München och Dresden 1891 samt till Berlin (utgiven 1893 med biografi över Morelli, författad av Gustavo Frizzoni). Sin betydande tavelsamling skänkte han till staden Bergamo.